# Santa María Aznar
Santa María Aznar es una localidad del municipio de Uayma en el estado de Yucatán, México.

## Toponimia
El nombre (Santa María Aznar') hace referencia a María de Nazareth y Aznar es un apellido español.

## Hechos históricos
- En 1930 cambia su nombre de Santa María a Santa María Grande de Aznar.
- En 1960 cambia a Santa María Grande.
- En 1970 cambia a Santa María Aznar.
- En 1980 cambia a Santa María Grande de Aznar.
- En 1990 cambia a Santa María Tuz.
- En 1995 cambia a Santa María Aznar.

## Demografía
Según el censo de 2005 realizado por el INEGI, la población de la localidad era de 514 habitantes, de los cuales 266 eran hombres y 248 eran mujeres.
| 108                         | 153 | 87 | 50 | 92 | 134 | 186 | 250 | 281 | 317 | 399 | 442 | 514 |
| (Fuente: INEGI [Consultar]) |     |    |    |    |     |     |     |     |     |     |     |     |